# 图恩与塔克西斯宫

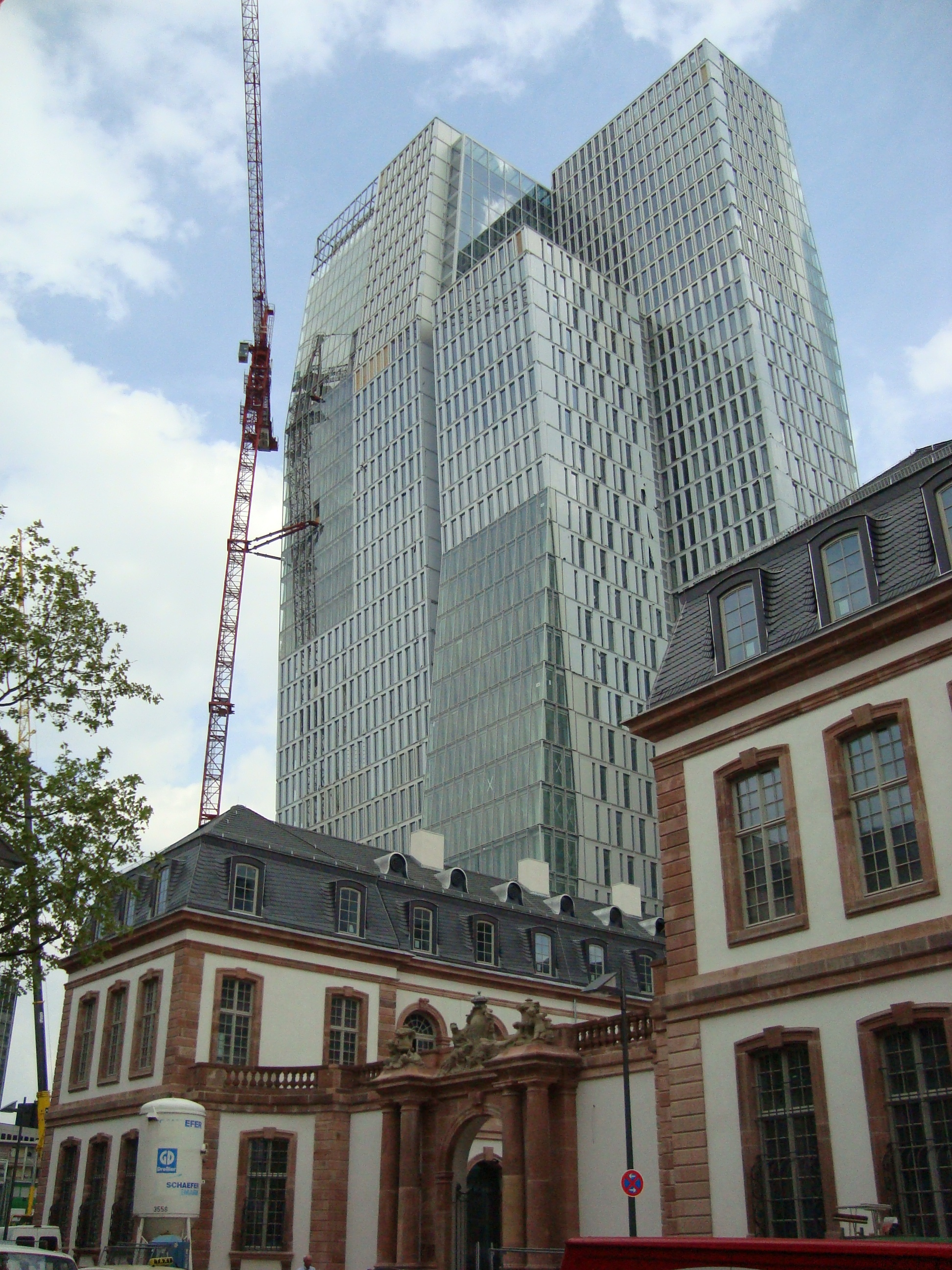
现代的图恩与塔克西斯宫

图恩与塔克西斯宫（德語：Palais Thurn und Taxis，德語：[paˈleː ˈtuːɐ̯n ʔʊnt ˈtaksɪs]）是德国法兰克福的一座复建的历史建筑。

## 历史

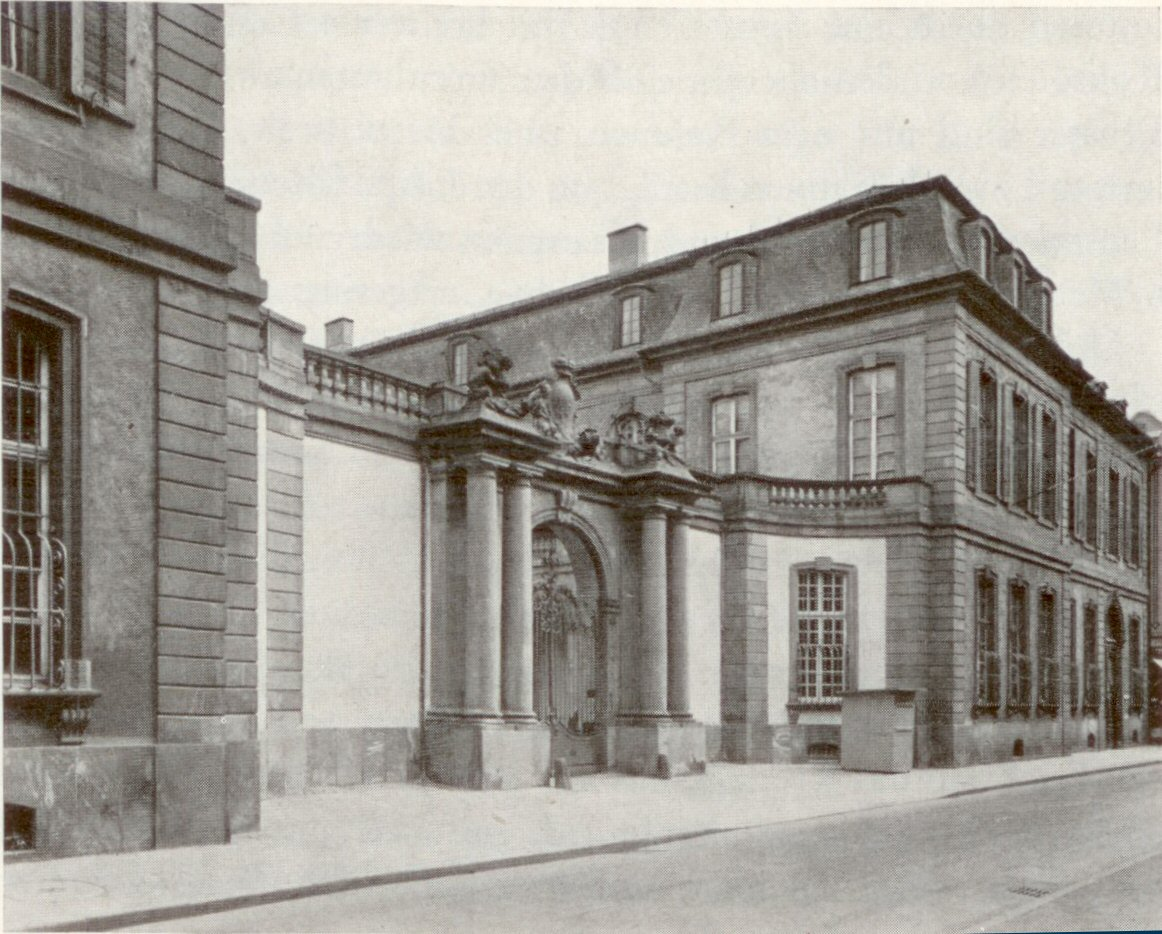
1900年的图恩与塔克西斯宫

图恩与塔克西斯宫最初由帝国邮政总监安塞姆·弗朗茨·冯·图恩与塔克西斯（1714-1739）建于1731-1739年，由罗伯特·柯特设计。1748年成为图恩与塔克西斯邮政的帝国总部，1805年至1813年成为法兰克福大公卡爾·西奧多·馮·達爾伯格的官邸。1816到1866年德意志邦联的联邦议会设此。
1895年，定居雷根斯堡圣埃梅拉姆宫的阿尔伯特一世将宫殿出售给帝国邮政。1905年法兰克福市接管宫殿，1908年开设民族学博物馆，收藏非洲探险家利奧·費羅貝尼烏斯的藏品。

### 毁坏和重建

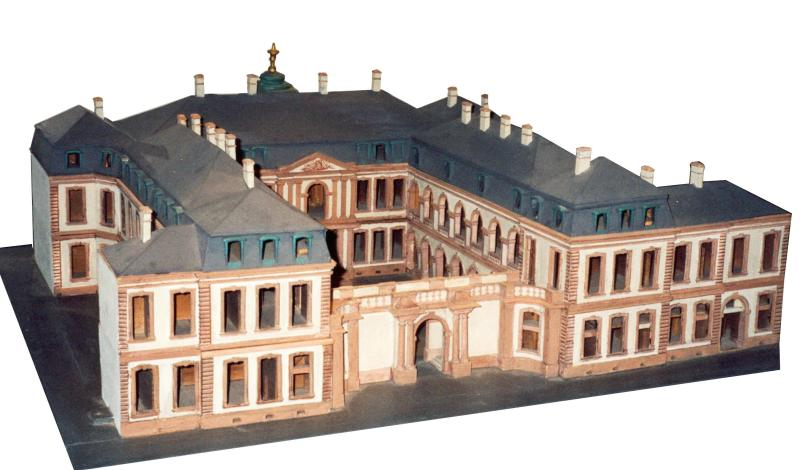
图恩与塔克西斯宫模型

在1943-1944年的法兰克福轰炸中，图恩与塔克西斯宫严重受损。1951年拆除废墟。
从2004年到2010年，图恩与塔克西斯宫得以重建，内部开设商铺。 